# 10e étape du Tour d'Italie 2020
Pour un article plus général, voir Tour d'Italie 2020.
La 10e étape du Tour d'Italie 2020 se déroule le mardi 13 octobre 2020, entre Lanciano et Tortoreto, sur une distance de 177 km.

## Déroulement de la course
Les équipes Mitchelton-Scott (avec quatre membres du staff testés positifs au Covid) et Jumbo-Visma (avec Steven Kruijswijk lui-aussi positif au Covid) doivent quitter la course après le premier jour de repos, tout comme Michael Matthews.
Le début d'étape est très animé, une échappée se détâche après une cinquantaine de kilomètres. Le groupe de tête va se réduire à 7 éléments, tandis que la présence à l'avant de Peter Sagan incite la Groupama-FDJ à engager une poursuite intense. L'équipe du maillot cyclamen va cependant stopper son effort à quelques kilomètres du premier sprint intermédiaire, où Sagan passe en tête. Alors que Peio Bilbao attaque à moins de 23 km de l'arrivée, les différentes côtes du final vont faire une sélection au sein du groupe de tête, Sagan n'étant plus accompagné que du champion de Grande-Bretagne Ben Swift (Ineos). Harm Vanhoucke est lui lâché à 19 km du but. Sagan part en solitaire dans la dernière côte du jour. Malgré des attaques d'Almeida et Pozzovivo, les favoris restent groupés. Jakob Fuglsang est distancé sur un ennui mécanique dans la descente. Bilbao est repris à moins de 5 km de l'arrivée. Peter Sagan va chercher la victoire d'étape d'étape, faisant ainsi partie des coureurs ayant levé les bras sur les trois grands tours. Il gagne avec 19 secondes d'avance sur Brandon McNulty, sorti à 4 km de la ligne, et 23 secondes sur le groupe maillot rose, réglé par Almeida. Zakarin termine à 50 secondes du vainqueur, Fuglsang à 1 minute 38, Vanhoucke à 3 minutes 59. Peter Sagan revient ainsi à 20 pts d'Arnaud Démare au classement par points. João Almeida conforte son maillot rose, avec 34 secondes d'avance sur Wilco Kelderman et 43 sur Peio Bilbao. Fuglsang et Vanhoucke sortent du Top 10, étant à présent 11e et 16e, avec 2 minutes 20 et 4 minutes 42. Cela profite à Konrad, Hindley et Majka, qui gagnent chacun deux places au classement, et surtout à Fausto Masnada (Deceuninck-Quick Step) et Hermann Pernsteiner (Bahrain-McLaren), qui complètent désormais le Top 10, à 1 minute 36 et 1 minute 52 du leader.

## Résultats

### Classement de l'étape
| \| Classement de l'étape \| Classement de l'étape \| Classement de l'étape \| Classement de l'étape \| Classement de l'étape \| \| Coureur \| Coureur \| Pays \| Équipe \| Temps \| \| --------------------- \| --------------------- \| --------------------- \| --------------------- \| --------------------- \| \| 1er \| Peter Sagan \| Slovaquie \| Bora-Hansgrohe \| 4 h 01 min 56 s \| \| 2e \| Brandon McNulty \| États-Unis \| UAE Team Emirates \| + 19 s \| \| 3e \| João Almeida \| Portugal \| Deceuninck-Quick Step \| + 23 s \| \| 4e \| Ben Swift \| Royaume-Uni \| Ineos Grenadiers \| + 23 s \| \| 5e \| Jai Hindley \| Australie \| Team Sunweb \| + 23 s \| \| 6e \| Rafał Majka \| Pologne \| Bora-Hansgrohe \| + 23 s \| \| 7e \| Patrick Konrad \| Autriche \| Bora-Hansgrohe \| + 23 s \| \| 8e \| Wilco Kelderman \| Pays-Bas \| Team Sunweb \| + 23 s \| \| 9e \| Domenico Pozzovivo \| Italie \| NTT Pro Cycling \| + 23 s \| \| 10e \| Pello Bilbao \| Espagne \| Bahrain McLaren \| + 23 s \| |                    |             |                       |                 |
| |                    |             |                       |                 |
| Source : ProCyclingStats |                    |             |                       |                 |
| Classement de l'étape |                    |             |                       |                 |
| Coureur | Coureur            | Pays        | Équipe                | Temps           |
| 1er | Peter Sagan        | Slovaquie   | Bora-Hansgrohe        | 4 h 01 min 56 s |
| 2e | Brandon McNulty    | États-Unis  | UAE Team Emirates     | + 19 s          |
| 3e | João Almeida       | Portugal    | Deceuninck-Quick Step | + 23 s          |
| 4e | Ben Swift          | Royaume-Uni | Ineos Grenadiers      | + 23 s          |
| 5e | Jai Hindley        | Australie   | Team Sunweb           | + 23 s          |
| 6e | Rafał Majka        | Pologne     | Bora-Hansgrohe        | + 23 s          |
| 7e | Patrick Konrad     | Autriche    | Bora-Hansgrohe        | + 23 s          |
| 8e | Wilco Kelderman    | Pays-Bas    | Team Sunweb           | + 23 s          |
| 9e | Domenico Pozzovivo | Italie      | NTT Pro Cycling       | + 23 s          |
| 10e | Pello Bilbao       | Espagne     | Bahrain McLaren       | + 23 s          |

### Points attribués pour le classement par points
| Sprint intermédiaire Giulianova (km 110,1) | Sprint intermédiaire Giulianova (km 110,1) | Sprint intermédiaire Giulianova (km 110,1) | Sprint intermédiaire Giulianova (km 110,1) | Sprint intermédiaire Giulianova (km 110,1) |
| ------------------------------------------ | ------------------------------------------ | ------------------------------------------ | ------------------------------------------ | ------------------------------------------ |
|                                            | Coureur                                    | Pays                                       | Équipe                                     | Point(s)                                   |
| 1er                                        | Peter Sagan                                | Slovaquie                                  | Bora-Hansgrohe                             | 12                                         |
| 2e                                         | Jhonatan Restrepo                          | Colombie                                   | Androni Giocattoli-Sidermec                | 8                                          |
| 3e                                         | Filippo Ganna                              | Italie                                     | Ineos Grenadiers                           | 6                                          |
| 4e                                         | Ben Swift                                  | Royaume-Uni                                | Ineos Grenadiers                           | 5                                          |
| 5e                                         | Davide Villella                            | Italie                                     | Movistar                                   | 4                                          |
| 6e                                         | Dario Cataldo                              | Italie                                     | Movistar                                   | 3                                          |
| 7e                                         | Simon Clarke                               | Australie                                  | EF Pro Cycling                             | 2                                          |
| 8e                                         | Valerio Conti                              | Italie                                     | UAE Emirates                               | 1                                          |
| modifier                                   |                                            |                                            |                                            |                                            |

| Arrivée d'étape Tortoreto (km 177) | Arrivée d'étape Tortoreto (km 177) | Arrivée d'étape Tortoreto (km 177) | Arrivée d'étape Tortoreto (km 177) | Arrivée d'étape Tortoreto (km 177) |
| ---------------------------------- | ---------------------------------- | ---------------------------------- | ---------------------------------- | ---------------------------------- |
|                                    | Coureur                            | Pays                               | Équipe                             | Point(s)                           |
| 1er                                | Peter Sagan                        | Slovaquie                          | Bora-Hansgrohe                     | 25                                 |
| 2e                                 | Brandon McNulty                    | États-Unis                         | UAE Emirates                       | 18                                 |
| 3e                                 | João Almeida                       | Portugal                           | Deceuninck-Quick Step              | 12                                 |
| 4e                                 | Ben Swift                          | Royaume-Uni                        | Ineos Grenadiers                   | 8                                  |
| 5e                                 | Jai Hindley                        | Australie                          | Sunweb                             | 6                                  |
| 6e                                 | Rafał Majka                        | Pologne                            | Bora-Hansgrohe                     | 5                                  |
| 7e                                 | Patrick Konrad                     | Autriche                           | Bora-Hansgrohe                     | 4                                  |
| 8e                                 | Wilco Kelderman                    | Pays-Bas                           | Sunweb                             | 3                                  |
| 9e                                 | Domenico Pozzovivo                 | Italie                             | NTT Pro Cycling                    | 2                                  |
| 10e                                | Peio Bilbao                        | Espagne                            | Bahrain-McLaren                    | 1                                  |
| modifier                           |                                    |                                    |                                    |                                    |

### Points attribués pour le classement du meilleur grimpeur
| Chieti (km 47,1) 4e catégorie (1,4 km à 9,6%) | Chieti (km 47,1) 4e catégorie (1,4 km à 9,6%) | Chieti (km 47,1) 4e catégorie (1,4 km à 9,6%) | Chieti (km 47,1) 4e catégorie (1,4 km à 9,6%) | Chieti (km 47,1) 4e catégorie (1,4 km à 9,6%) |
| --------------------------------------------- | --------------------------------------------- | --------------------------------------------- | --------------------------------------------- | --------------------------------------------- |
|                                               | Coureur                                       | Pays                                          | Équipe                                        | Point(s)                                      |
| 1er                                           | Peter Sagan                                   | Slovaquie                                     | Bora-Hansgrohe                                | 3                                             |
| 2e                                            | Filippo Ganna                                 | Italie                                        | Ineos Grenadiers                              | 2                                             |
| 3e                                            | Ignatas Konovalovas                           | Lituanie                                      | Groupama-FDJ                                  | 1                                             |
| modifier                                      |                                               |                                               |                                               |                                               |

| Tortoreto (km 120) 4e catégorie (2,3 km à 8,3%) | Tortoreto (km 120) 4e catégorie (2,3 km à 8,3%) | Tortoreto (km 120) 4e catégorie (2,3 km à 8,3%) | Tortoreto (km 120) 4e catégorie (2,3 km à 8,3%) | Tortoreto (km 120) 4e catégorie (2,3 km à 8,3%) |
| ----------------------------------------------- | ----------------------------------------------- | ----------------------------------------------- | ----------------------------------------------- | ----------------------------------------------- |
|                                                 | Coureur                                         | Pays                                            | Équipe                                          | Point(s)                                        |
| 1er                                             | Simon Clarke                                    | Australie                                       | EF Pro Cycling                                  | 3                                               |
| 2e                                              | Filippo Ganna                                   | Italie                                          | Ineos Grenadiers                                | 2                                               |
| 3e                                              | Peter Sagan                                     | Slovaquie                                       | Bora-Hansgrohe                                  | 1                                               |
| modifier                                        |                                                 |                                                 |                                                 |                                                 |

| Colonnella (km 138) 2e catégorie (3 km à 8,6%) | Colonnella (km 138) 2e catégorie (3 km à 8,6%) | Colonnella (km 138) 2e catégorie (3 km à 8,6%) | Colonnella (km 138) 2e catégorie (3 km à 8,6%) | Colonnella (km 138) 2e catégorie (3 km à 8,6%) |
| ---------------------------------------------- | ---------------------------------------------- | ---------------------------------------------- | ---------------------------------------------- | ---------------------------------------------- |
|                                                | Coureur                                        | Pays                                           | Équipe                                         | Point(s)                                       |
| 1er                                            | Dario Cataldo                                  | Italie                                         | Movistar                                       | 9                                              |
| 2e                                             | Peter Sagan                                    | Slovaquie                                      | Bora-Hansgrohe                                 | 4                                              |
| 3e                                             | Ben Swift                                      | Royaume-Uni                                    | Ineos Grenadiers                               | 2                                              |
| 4e                                             | Davide Villella                                | Italie                                         | Movistar                                       | 1                                              |
| modifier                                       |                                                |                                                |                                                |                                                |

| Tortoreto (km 166) 4e catégorie (1,9 km à 7,4%) | Tortoreto (km 166) 4e catégorie (1,9 km à 7,4%) | Tortoreto (km 166) 4e catégorie (1,9 km à 7,4%) | Tortoreto (km 166) 4e catégorie (1,9 km à 7,4%) | Tortoreto (km 166) 4e catégorie (1,9 km à 7,4%) |
| ----------------------------------------------- | ----------------------------------------------- | ----------------------------------------------- | ----------------------------------------------- | ----------------------------------------------- |
|                                                 | Coureur                                         | Pays                                            | Équipe                                          | Point(s)                                        |
| 1er                                             | Peter Sagan                                     | Slovaquie                                       | Bora-Hansgrohe                                  | 3                                               |
| 2e                                              | Peio Bilbao                                     | Espagne                                         | Bahrain-McLaren                                 | 2                                               |
| 3e                                              | Domenico Pozzovivo                              | Italie                                          | NTT Pro Cycling                                 | 1                                               |
| modifier                                        |                                                 |                                                 |                                                 |                                                 |

### Points attribués pour le classement des sprints intermédiaires
| Sprint intermédiaire Giulianova (km 110,1) | Sprint intermédiaire Giulianova (km 110,1) | Sprint intermédiaire Giulianova (km 110,1) | Sprint intermédiaire Giulianova (km 110,1) | Sprint intermédiaire Giulianova (km 110,1) |
| ------------------------------------------ | ------------------------------------------ | ------------------------------------------ | ------------------------------------------ | ------------------------------------------ |
|                                            | Coureur                                    | Pays                                       | Équipe                                     | Point(s)                                   |
| 1er                                        | Peter Sagan                                | Slovaquie                                  | Bora-Hansgrohe                             | 10                                         |
| 2e                                         | Jhonatan Restrepo                          | Colombie                                   | Androni Giocattoli-Sidermec                | 6                                          |
| 3e                                         | Filippo Ganna                              | Italie                                     | Ineos Grenadiers                           | 3                                          |
| 4e                                         | Ben Swift                                  | Royaume-Uni                                | Ineos Grenadiers                           | 2                                          |
| 5e                                         | Davide Villella                            | Italie                                     | Movistar                                   | 1                                          |
| modifier                                   |                                            |                                            |                                            |                                            |

| Sprint intermédiaire Controguerra (km 144) | Sprint intermédiaire Controguerra (km 144) | Sprint intermédiaire Controguerra (km 144) | Sprint intermédiaire Controguerra (km 144) | Sprint intermédiaire Controguerra (km 144) |
| ------------------------------------------ | ------------------------------------------ | ------------------------------------------ | ------------------------------------------ | ------------------------------------------ |
|                                            | Coureur                                    | Pays                                       | Équipe                                     | Point(s)                                   |
| 1er                                        | Peter Sagan                                | Slovaquie                                  | Bora-Hansgrohe                             | 10                                         |
| 2e                                         | Jhonatan Restrepo                          | Colombie                                   | Androni Giocattoli-Sidermec                | 6                                          |
| 3e                                         | Dario Cataldo                              | Italie                                     | Movistar                                   | 3                                          |
| 4e                                         | Ben Swift                                  | Royaume-Uni                                | Ineos Grenadiers                           | 2                                          |
| 5e                                         | Davide Villella                            | Italie                                     | Movistar                                   | 1                                          |
| modifier                                   |                                            |                                            |                                            |                                            |

### Bonifications
|   | Coureur           | Pays      | Équipe                      | Secondes |
| - | ----------------- | --------- | --------------------------- | -------- |
| 1 | Peter Sagan       | Slovaquie | Bora-Hansgrohe              | 3 s      |
| 2 | Jhonatan Restrepo | Colombie  | Androni Giocattoli-Sidermec | 2 s      |
| 3 | Dario Cataldo     | Italie    | Movistar                    | 1 s      |

|   | Coureur         | Pays       | Équipe                | Secondes |
| - | --------------- | ---------- | --------------------- | -------- |
| 1 | Peter Sagan     | Slovaquie  | Bora-Hansgrohe        | 10 s     |
| 2 | Brandon McNulty | États-Unis | UAE Emirates          | 6 s      |
| 3 | João Almeida    | Portugal   | Deceuninck-Quick Step | 4 s      |

## Classements à l'issue de l'étape

### Classement général
| \| Classement général \| Classement général \| Classement général \| Classement général \| Classement général \| \| Coureur \| Coureur \| Pays \| Équipe \| Temps \| \| ------------------ \| ------------------- \| ------------------ \| --------------------- \| ------------------ \| \| 1er \| João Almeida \| Portugal \| Deceuninck-Quick Step \| 39 h 38 min 05 s \| \| 2e \| Wilco Kelderman \| Pays-Bas \| Team Sunweb \| + 34 s \| \| 3e \| Pello Bilbao \| Espagne \| Bahrain McLaren \| + 43 s \| \| 4e \| Domenico Pozzovivo \| Italie \| NTT Pro Cycling \| + 57 s \| \| 5e \| Vincenzo Nibali \| Italie \| Trek-Segafredo \| + 1 min 01 s \| \| 6e \| Patrick Konrad \| Autriche \| Bora-Hansgrohe \| + 1 min 15 s \| \| 7e \| Jai Hindley \| Australie \| Team Sunweb \| + 1 min 19 s \| \| 8e \| Rafał Majka \| Pologne \| Bora-Hansgrohe \| + 1 min 21 s \| \| 9e \| Fausto Masnada \| Italie \| Deceuninck-Quick Step \| + 1 min 36 s \| \| 10e \| Hermann Pernsteiner \| Autriche \| Bahrain McLaren \| + 1 min 52 s \| |                     |           |                       |                  |
| |                     |           |                       |                  |
| Source : ProCyclingStats |                     |           |                       |                  |
| Classement général |                     |           |                       |                  |
| Coureur | Coureur             | Pays      | Équipe                | Temps            |
| 1er | João Almeida        | Portugal  | Deceuninck-Quick Step | 39 h 38 min 05 s |
| 2e | Wilco Kelderman     | Pays-Bas  | Team Sunweb           | + 34 s           |
| 3e | Pello Bilbao        | Espagne   | Bahrain McLaren       | + 43 s           |
| 4e | Domenico Pozzovivo  | Italie    | NTT Pro Cycling       | + 57 s           |
| 5e | Vincenzo Nibali     | Italie    | Trek-Segafredo        | + 1 min 01 s     |
| 6e | Patrick Konrad      | Autriche  | Bora-Hansgrohe        | + 1 min 15 s     |
| 7e | Jai Hindley         | Australie | Team Sunweb           | + 1 min 19 s     |
| 8e | Rafał Majka         | Pologne   | Bora-Hansgrohe        | + 1 min 21 s     |
| 9e | Fausto Masnada      | Italie    | Deceuninck-Quick Step | + 1 min 36 s     |
| 10e | Hermann Pernsteiner | Autriche  | Bahrain McLaren       | + 1 min 52 s     |

| Classement par points | Classement par points | Classement par points | Classement par points  | Classement par points |
| Coureur               | Coureur               | Pays                  | Équipe                 | Points                |
| --------------------- | --------------------- | --------------------- | ---------------------- | --------------------- |
| 1er                   | Arnaud Démare         | France                | Groupama-FDJ           | 167 pts               |
| 2e                    | Peter Sagan           | Slovaquie             | Bora-Hansgrohe         | 147 pts               |
| 3e                    | Filippo Ganna         | Italie                | Ineos Grenadiers       | 51 pts                |
| 4e                    | João Almeida          | Portugal              | Deceuninck-Quick Step  | 41 pts                |
| 5e                    | Davide Ballerini      | Italie                | Deceuninck-Quick Step  | 40 pts                |
| 6e                    | Andrea Vendrame       | Italie                | AG2R La Mondiale       | 31 pts                |
| 7e                    | Ben Swift             | Royaume-Uni           | Ineos Grenadiers       | 31 pts                |
| 8e                    | Alex Dowsett          | Royaume-Uni           | Israel Start-Up Nation | 29 pts                |
| 9e                    | Marco Frapporti       | Italie                | Vini Zabù-Brado-KTM    | 28 pts                |
| 10e                   | Ruben Guerreiro       | Portugal              | EF Pro Cycling         | 27 pts                |

| Classement par points | Classement par points | Classement par points | Classement par points  | Classement par points |
| Coureur               | Coureur               | Pays                  | Équipe                 | Points                |
| --------------------- | --------------------- | --------------------- | ---------------------- | --------------------- |
| 1er                   | Arnaud Démare         | France                | Groupama-FDJ           | 167 pts               |
| 2e                    | Peter Sagan           | Slovaquie             | Bora-Hansgrohe         | 147 pts               |
| 3e                    | Filippo Ganna         | Italie                | Ineos Grenadiers       | 51 pts                |
| 4e                    | João Almeida          | Portugal              | Deceuninck-Quick Step  | 41 pts                |
| 5e                    | Davide Ballerini      | Italie                | Deceuninck-Quick Step  | 40 pts                |
| 6e                    | Andrea Vendrame       | Italie                | AG2R La Mondiale       | 31 pts                |
| 7e                    | Ben Swift             | Royaume-Uni           | Ineos Grenadiers       | 31 pts                |
| 8e                    | Alex Dowsett          | Royaume-Uni           | Israel Start-Up Nation | 29 pts                |
| 9e                    | Marco Frapporti       | Italie                | Vini Zabù-Brado-KTM    | 28 pts                |
| 10e                   | Ruben Guerreiro       | Portugal              | EF Pro Cycling         | 27 pts                |

| Classement de la montagne | Classement de la montagne | Classement de la montagne | Classement de la montagne | Classement de la montagne |
| Coureur                   | Coureur                   | Pays                      | Équipe                    | Points                    |
| ------------------------- | ------------------------- | ------------------------- | ------------------------- | ------------------------- |
| 1er                       | Ruben Guerreiro           | Portugal                  | EF Pro Cycling            | 84 pts                    |
| 2e                        | Giovanni Visconti         | Italie                    | Vini Zabù-Brado-KTM       | 76 pts                    |
| 3e                        | Filippo Ganna             | Italie                    | Ineos Grenadiers          | 45 pts                    |
| 4e                        | Jonathan Castroviejo      | Espagne                   | Ineos Grenadiers          | 45 pts                    |
| 5e                        | Jonathan Caicedo          | Équateur                  | EF Pro Cycling            | 40 pts                    |
| 6e                        | Matthew Holmes            | Royaume-Uni               | Lotto-Soudal              | 20 pts                    |
| 7e                        | Domenico Pozzovivo        | Italie                    | NTT Pro Cycling           | 20 pts                    |
| 8e                        | Lawrence Warbasse         | États-Unis                | AG2R La Mondiale          | 20 pts                    |
| 9e                        | Kilian Frankiny           | Suisse                    | Groupama-FDJ              | 20 pts                    |
| 10e                       | Edoardo Zardini           | Italie                    | Vini Zabù-Brado-KTM       | 18 pts                    |

| Classement de la montagne | Classement de la montagne | Classement de la montagne | Classement de la montagne | Classement de la montagne |
| Coureur                   | Coureur                   | Pays                      | Équipe                    | Points                    |
| ------------------------- | ------------------------- | ------------------------- | ------------------------- | ------------------------- |
| 1er                       | Ruben Guerreiro           | Portugal                  | EF Pro Cycling            | 84 pts                    |
| 2e                        | Giovanni Visconti         | Italie                    | Vini Zabù-Brado-KTM       | 76 pts                    |
| 3e                        | Filippo Ganna             | Italie                    | Ineos Grenadiers          | 45 pts                    |
| 4e                        | Jonathan Castroviejo      | Espagne                   | Ineos Grenadiers          | 45 pts                    |
| 5e                        | Jonathan Caicedo          | Équateur                  | EF Pro Cycling            | 40 pts                    |
| 6e                        | Matthew Holmes            | Royaume-Uni               | Lotto-Soudal              | 20 pts                    |
| 7e                        | Domenico Pozzovivo        | Italie                    | NTT Pro Cycling           | 20 pts                    |
| 8e                        | Lawrence Warbasse         | États-Unis                | AG2R La Mondiale          | 20 pts                    |
| 9e                        | Kilian Frankiny           | Suisse                    | Groupama-FDJ              | 20 pts                    |
| 10e                       | Edoardo Zardini           | Italie                    | Vini Zabù-Brado-KTM       | 18 pts                    |

| Classement du meilleur jeune | Classement du meilleur jeune | Classement du meilleur jeune | Classement du meilleur jeune | Classement du meilleur jeune |
| Coureur                      | Coureur                      | Pays                         | Équipe                       | Temps                        |
| ---------------------------- | ---------------------------- | ---------------------------- | ---------------------------- | ---------------------------- |
| 1er                          | João Almeida                 | Portugal                     | Deceuninck-Quick Step        | 39 h 38 min 05 s             |
| 2e                           | Jai Hindley                  | Australie                    | Team Sunweb                  | + 1 min 19 s                 |
| 3e                           | Brandon McNulty              | États-Unis                   | UAE Team Emirates            | + 2 min 39 s                 |
| 4e                           | Tao Geoghegan Hart           | Royaume-Uni                  | Ineos Grenadiers             | + 2 min 45 s                 |
| 5e                           | Harm Vanhoucke               | Belgique                     | Lotto-Soudal                 | + 4 min 42 s                 |
| 6e                           | Sergio Samitier              | Espagne                      | Movistar Team                | + 5 min 25 s                 |
| 7e                           | James Knox                   | Royaume-Uni                  | Deceuninck-Quick Step        | + 5 min 32 s                 |
| 8e                           | Aurélien Paret-Peintre       | France                       | AG2R La Mondiale             | + 6 min 21 s                 |
| 9e                           | Sam Oomen                    | Pays-Bas                     | Team Sunweb                  | + 10 min 49 s                |
| 10e                          | Attila Valter                | Hongrie                      | CCC Team                     | + 11 min 26 s                |

| Classement du meilleur jeune | Classement du meilleur jeune | Classement du meilleur jeune | Classement du meilleur jeune | Classement du meilleur jeune |
| Coureur                      | Coureur                      | Pays                         | Équipe                       | Temps                        |
| ---------------------------- | ---------------------------- | ---------------------------- | ---------------------------- | ---------------------------- |
| 1er                          | João Almeida                 | Portugal                     | Deceuninck-Quick Step        | 39 h 38 min 05 s             |
| 2e                           | Jai Hindley                  | Australie                    | Team Sunweb                  | + 1 min 19 s                 |
| 3e                           | Brandon McNulty              | États-Unis                   | UAE Team Emirates            | + 2 min 39 s                 |
| 4e                           | Tao Geoghegan Hart           | Royaume-Uni                  | Ineos Grenadiers             | + 2 min 45 s                 |
| 5e                           | Harm Vanhoucke               | Belgique                     | Lotto-Soudal                 | + 4 min 42 s                 |
| 6e                           | Sergio Samitier              | Espagne                      | Movistar Team                | + 5 min 25 s                 |
| 7e                           | James Knox                   | Royaume-Uni                  | Deceuninck-Quick Step        | + 5 min 32 s                 |
| 8e                           | Aurélien Paret-Peintre       | France                       | AG2R La Mondiale             | + 6 min 21 s                 |
| 9e                           | Sam Oomen                    | Pays-Bas                     | Team Sunweb                  | + 10 min 49 s                |
| 10e                          | Attila Valter                | Hongrie                      | CCC Team                     | + 11 min 26 s                |

| Classement par équipes | Classement par équipes | Classement par équipes | Classement par équipes |
| Équipe                 | Équipe                 | Pays                   | Temps                  |
| ---------------------- | ---------------------- | ---------------------- | ---------------------- |
| 1re                    | Ineos Grenadiers       | Royaume-Uni            | 118 h 48 min 14 s      |
| 2e                     | Deceuninck-Quick Step  | Belgique               | + 12 min 32 s          |
| 3e                     | Team Sunweb            | Allemagne              | + 13 min 55 s          |
| 4e                     | Bora-Hansgrohe         | Allemagne              | + 18 min 44 s          |
| 5e                     | Trek-Segafredo         | États-Unis             | + 32 min 08 s          |
| 6e                     | Movistar Team          | Espagne                | + 33 min 34 s          |
| 7e                     | CCC Team               | Pologne                | + 41 min 56 s          |
| 8e                     | Bahrain McLaren        | Bahreïn                | + 42 min 52 s          |
| 9e                     | AG2R La Mondiale       | France                 | + 45 min 11 s          |
| 10e                    | UAE Team Emirates      | Émirats arabes unis    | + 50 min 08 s          |

| Classement par équipes | Classement par équipes | Classement par équipes | Classement par équipes |
| Équipe                 | Équipe                 | Pays                   | Temps                  |
| ---------------------- | ---------------------- | ---------------------- | ---------------------- |
| 1re                    | Ineos Grenadiers       | Royaume-Uni            | 118 h 48 min 14 s      |
| 2e                     | Deceuninck-Quick Step  | Belgique               | + 12 min 32 s          |
| 3e                     | Team Sunweb            | Allemagne              | + 13 min 55 s          |
| 4e                     | Bora-Hansgrohe         | Allemagne              | + 18 min 44 s          |
| 5e                     | Trek-Segafredo         | États-Unis             | + 32 min 08 s          |
| 6e                     | Movistar Team          | Espagne                | + 33 min 34 s          |
| 7e                     | CCC Team               | Pologne                | + 41 min 56 s          |
| 8e                     | Bahrain McLaren        | Bahreïn                | + 42 min 52 s          |
| 9e                     | AG2R La Mondiale       | France                 | + 45 min 11 s          |
| 10e                    | UAE Team Emirates      | Émirats arabes unis    | + 50 min 08 s          |

## Abandons
- Jack Haig (Mitchelton-Scott) : non-partant
- Lucas Hamilton (Mitchelton-Scott) : non-partant
- Michael Hepburn (Mitchelton-Scott) : non-partant
- Damien Howson (Mitchelton-Scott) : non-partant
- Cameron Meyer (Mitchelton-Scott) : non-partant
- Steven Kruijswijk (Jumbo-Visma) : non-partant, déclaré positif à la COVID-19
- Koen Bouwman (Jumbo-Visma) : non-partant
- Tobias Foss (Jumbo-Visma) : non-partant
- Chris Harper (Jumbo-Visma) : non-partant
- Tony Martin (Jumbo-Visma) : non-partant
- Christoph Pfingsten (Jumbo-Visma) : non-partant
- Antwan Tolhoek (Jumbo-Visma) : non-partant
- Jos van Emden (Jumbo-Visma) : non-partant
- Michael Matthews (Sunweb) : non-partant, déclaré positif à la COVID-19
- Lawson Craddock (EF) : non-partant
- Ramon Sinkeldam (Groupama-FDJ) : abandon